# Blizzard Entertainment
Blizzard Entertainment е разработчик и разпространител на компютърни и конзолни игри. От излизането на Warcraft през 1994 компанията е сред най-успешните в бранша. Офисите на Blizzard са разположени в град Ървайн, Калифорния. Европейският клон Blizzard Europe се намира в град Велизи, близо до Париж.
Компанията е известна с това, че почти няма случай, когато е обявила дата за излизане на дадена игра и всъщност я е спазила. Голяма част от феновете обаче не намират това за толкова голям проблем, тъй като репутацията на компанията се дължи именно на факта, че в по-голямата част от каталога им присъстват само хитови заглавия, много от които се считат за класики в жанровете си.

## История
Blizzard Entertainment е основана през февруари 1991 като „Silicon & Synapse“ от Майк Морхайм, Алън Адам и Франк Пиърс. Компанията разработва игри като Rock & Roll Racing и The Lost Vikings под крилото на Interplay. През 1994 Silicon & Synapse става Chaos Studios, но скоро става ясно, че компания с такова име вече съществува, и малко след това е избрано името Blizzard Entertainment. В края на същата година компанията е закупена от Davidson & Associates за малко над 10 милиона долара. Малко след това компанията пуска на пазара и първия си наистина голям хит – Warcraft.
Оттогава фирмата е сменила няколко собственици – Davidson & Associates са закупени от CUC International през 1996, които на свой ред се сливат с HFS Corporation през 1997 г., за да създадат Cendant Software. След грандиозен скандал заради финансови измами, Cendant продава Blizzard на Havas през 1998, а само няколко месеца по-късно Havas става част от френския медиен гигант Vivendi Universal.
През 1996 Blizzard купува гейм-разработчиците Condor Games, които са преименувани на Blizzard North и създават популярната поредица Diablo. Офисите им са в Сан Матео, Калифорния. През януари 1997 Blizzard представят своите интернет сървъри за игра в мрежа, познати под името Battle.net. Първата игра, която се възползва от възможностите на новата технология е именно Diablo.
На 16 май 2005 Blizzard купува Swingin' Ape, компания разработваща игри за конзолни системи. Впоследствие тя е преименувана на Blizzard Console и там се работи върху StarCraft: Ghost, но през 2006 бива замразена за неопределен срок от време.
На 1 август 2005 Blizzard обявява, че ще затвори офисите на Blizzard North в Сан Матео и ще прехвърли голяма част от бившите служители в офисите в Ървайн, за да продължат работа по все още необявен техен проект.

## Заглавия
- The Lord of the Rings Архив на оригинала от 2006-11-15 в Wayback Machine. (1990) – Ролева игра
- The Lost Vikings (1992) – платформена игра
- Rock & Roll Racing (1993) – състезателна игра
- Blackthorne (1994) – фентъзи-ориентирана аркадна игра
- The Death and Return of Superman (1994) – платформена игра
- Warcraft (1994) – фентъзи-ориентирана стратегия в реално време
- Justice League Task Force (1995) – биткаджийска игра
- The Lost Vikings II (1995) – платформена игра
- Warcraft II (1995) – фентъзи-ориентирана стратегия в реално време
- Warcraft II: Beyond the Dark Portal (1996) – добавка към Warcraft II
- Diablo (1996) – екшън-ориентирана ролева игра
- StarCraft (1998) – научнофантастична стратегия в реално време
- StarCraft: Brood War (1998) – добавка към StarCraft
- Diablo II (2000) – екшън-ориентирана ролева игра
- Diablo II: Lord of Destruction (2001) – добавка към Diablo II
- Warcraft III: Reign of Chaos (2002) – фентъзи-ориентирана стратегия в реално време
- Warcraft III: The Frozen Throne (2003) – добавка към Warcraft III
- World of Warcraft (2004) – MMORPG във вселената на Warcraft поредицата
- World of Warcraft: The Burning Crusade (2007) – добавка към World of WarCraft
- World of Warcraft: Wrath of the Lich King (2008) – добавка към World Of WarCraft
- StarCraft II: Wings of Liberty (2010) – научнофантастична стратегия в реално време
- World of Warcraft: Cataclysm (2010) – добавка към World Of WarCraft
- World of Wacraft: Mists of Pandaria (2012) – добавка към World Of WarCraft
- Diablo III (2012) – екшън-ориентирана ролева игра
- StarCraft II: Heart of the Swarm (2013) – добавка към StarCraft II
- Hearthstone (2014) – игра с карти
- Diablo III: Reaper of Souls (2014) – добавка към Diablo III
- World of Wacraft: Warlords of Draenor (2014) – добавка към World Of WarCraft
- Heroes of the Storm (2015) – 3D фентъзи MOBA
- StarCraft II: Legacy of the Void (2015) – добавка към StarCraft II
- StarCraft II: Nova Covert Ops (2016) – добавка към StarCraft II
- Overwatch (2016) – шутър от първо лице
- World of Wacraft: Legion (2016) – добавка към World Of WarCraft
- World of Wacraft: Battle for Azeroth (2018) – добавка към World Of WarCraft
- World of Wacraft: Shadowlands (2020) – добавка към World Of WarCraft

### Прекратени или замразени проекти
- Shattered Nations – прекратена, екипът започва работа по StarCraft
- Warcraft Adventures: Lord of the Clans – прекратена 3 месеца преди да се появи на пазара
- StarCraft: Ghost – прекратена[1]
- Project Titan – прекратена[1]